# Gorny Institout
Le Gorny Institout, en russe : Горный Институт, est un stratovolcan de la chaîne Centrale sur la péninsule du Kamtchatka, à l'est de la Russie. Il est situé à l'est du volcan Titila et au nord du Kebeney.
Le volcan a été nommé en l'honneur de l'École des mines de Saint-Pétersbourg fondé par la Grande Catherine pour superviser l'étude de la géologie et de l'exploitation minière.